# 四方炮台
四方炮台原名永康炮台、永宁炮台，位于中国广州市越秀山蟠龙岗顶，为清代广州城北一个重要的军事据点。
炮台建于清朝顺治十年（1653年），名为永宁炮台，又因炮台呈方形，故俗称四方炮台。长宽约48米，高7米，分外台和子台，设大小炮28门。道光二十一年（1841年）5月25日第一次鸦片战争期间英军占领此处作为司令部，在逼广州清政府奕山等签订《广州和约》之后退出广州。期间5月31日三元里等地的农民包围炮台，被害怕事态扩大的清政府劝退。第二次鸦片战争期间炮台遭到破坏，目前仅存地基，1962年出土铁炮一门，陈列于广东革命历史博物馆，1999年7月被公布为广州市文物保护单位。